# VR战士 (游戏)
《VR战士》是一款由世嘉旗下的AM2團隊制作，並由世嘉发行的3D格斗类游戏。游戏首先于1993年10月在街机发行，后于1994年11月22日移植至世嘉土星，成為該平台下的首發遊戲。
《VR战士》採用具有3D多邊形圖形設計的SEGA Model-1電玩基板，使用了Virtua為标签的意思是游戏畫面採用了3D即時運算，本作也被廣泛視為3D格鬥遊戲的起源。除了3D之外，游戏角色所使用的武技也是以實際存在的流派為設定，這份真實性也是本作的一個特色。
在游戏的单人模式中，玩家会依次与8个对手进行比赛，每一场比赛都是三局两胜制。